# Katie Hoff

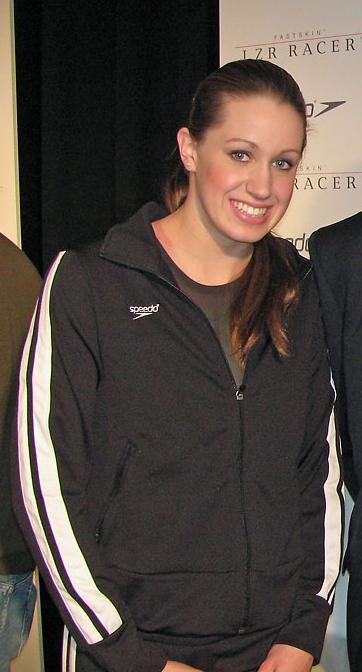
Katie Hoff.

Katherine Elise "Katie" Hoff (Palo Alto, California; 3 de junio de 1989) es una nadadora estadounidense. Hoff se especializa en las pruebas de los 200 y 400 metros combinado, aunque ella es conocida por ser capaz de competir en varios eventos distintos, como en los 200 metros a los 800 metros de estilo libre. Hoff compitió en los Juegos Olímpicos de Atenas 2004 y Pekín 2008, ganando una medalla de plata y dos de bronce en Pekín.

## Carrera competitiva
Katie Hoff empezó a entrenar en el Club de Natación de North Baltimore.

### Juegos Olímpicos de Atenas 2004
Hoff calificó para los Juegos Olímpicos de Atenas 2004 a la edad de 15; pero falló en ambos eventos de los que ella participaba.
| Competencia de los Juegos Olímpicos de 2004   | Competencia de los Juegos Olímpicos de 2004   | Competencia de los Juegos Olímpicos de 2004   | Competencia de los Juegos Olímpicos de 2004   |
| Medallero final: 0 (0 oro, 0 plata, 0 bronce) | Medallero final: 0 (0 oro, 0 plata, 0 bronce) | Medallero final: 0 (0 oro, 0 plata, 0 bronce) | Medallero final: 0 (0 oro, 0 plata, 0 bronce) |
| --------------------------------------------- | --------------------------------------------- | --------------------------------------------- | --------------------------------------------- |
| Fecha                                         | Evento                                        | Tiempo final                                  | Lugar                                         |
| 14 de agosto                                  | 400 m combinado individual                    | 4:47.49                                       | 17                                            |
| 17 de agosto                                  | 200 m combinado individual                    | 2:13.97                                       | 7.º                                           |

### Juegos Olímpicos de Pekín 2008
En los Juegos Olímpicos de Pekín 2008, Hoff era considerada como una contrincante fuerte. Hoff tiene el récord americano en los 200 metros de combinado individual en un tiempo de 2:09.71 y el récord mundial en los 400 de combinado individual con un tiempo de 4:31.12 puesto en las pruebas de olímpicas de Estados Unidos en 2008. Hoff representó a los Estados Unidos en los Juegos Olímpicos de Pekín 2008 en los siguientes eventos:
| Competencia en los Juegos Olímpicos de Pekín 2008 | Competencia en los Juegos Olímpicos de Pekín 2008 | Competencia en los Juegos Olímpicos de Pekín 2008 | Competencia en los Juegos Olímpicos de Pekín 2008 |
| Medallero final: 3 (0 oro, 1 plata, 2 bronce)     | Medallero final: 3 (0 oro, 1 plata, 2 bronce)     | Medallero final: 3 (0 oro, 1 plata, 2 bronce)     | Medallero final: 3 (0 oro, 1 plata, 2 bronce)     |
| ------------------------------------------------- | ------------------------------------------------- | ------------------------------------------------- | ------------------------------------------------- |
| Fecha                                             | Evento                                            | Tiempo final                                      | Lugar                                             |
| 9 de agosto                                       | 400 m combinado individual                        | 4:31.71                                           | 3.er                                              |
| 10 de agosto                                      | 400 m estilo libre                                | 4:03.29                                           | 2.º                                               |
| 12 de agosto                                      | 200 m estilo libre                                | 1:55.78 RA                                        | 4.º                                               |
| 12 de agosto                                      | 200 m combinado individual                        | 2:10.68                                           | 4.º                                               |
| 14 de agosto                                      | 4 × 200 m estilo libre de relevo                  | 7:46.33                                           | 3.er                                              |
| 15 de agosto                                      | 800 m estilo libre                                | 8:27.78                                           | NA                                                |

- RA: Récord Americano
- NA - No avanzó

## Logros importantes

### Logros internacionales
| Año  | Competencia                | Lugar                | Distancia | Evento               | Resultado |
| ---- | -------------------------- | -------------------- | --------- | -------------------- | --------- |
| 2004 | Juegos Olímpicos de 2004   | Atenas, Grecia       | 200 m     | combinado individual | 17        |
| 2005 | Campeonatos Mundiales (LC) | Montreal, Canadá     | 200 m     | combinado individual | 1.ª       |
| 2005 | Campeonatos Mundiales      | Montreal, Canadá     | 400 m     | combinado individual | 1.ª       |
| 2006 | Campeonatos Panpacificos   | Victoria, Canadá     | 200 m     | Estilo libre         | 1.ª       |
| 2006 | Campeonatos Panpacificos   | Victoria, Canadá     | 400 m     | Freestyle            | 2.ª       |
| 2006 | Campeonatos Panpacificos   | Victoria, Canadá     | 200 m     | combinado individual | 2.ª       |
| 2006 | Campeonatos Panpacificos   | Victoria, Canadá     | 400 m     | combinado individual | 1.ª       |
| 2007 | Campeonatos Mundiales (LC) | Melbourne, Australia | 200 m     | combinado individual | 1.ª       |
| 2007 | Campeonatos Mundiales      | Melbourne, Australia | 400 m     | combinado individual | 1.ª RM    |
| 2007 | Campeonatos Mundiales      | Melbourne, Australia | 4 × 200 m | Libre de relevo      | 1.ª RM    |

### Logros nacionales
| Año  | Competencia             | Distancia | Evento               | Resultado |
| ---- | ----------------------- | --------- | -------------------- | --------- |
| 2003 | US Open                 | 200 m     | combinado individual | 2.ª       |
| 2003 | US Open                 | 400 m     | combinado individual | 2.ª       |
| 2004 | Nacionales de primavera | 200 m     | combinado individual | 3.ª       |
| 2004 | Nacionales de verano    | 400 m     | combinado individual | 1.ª       |
| 2005 | US Open                 | 200 m     | Estilo libre         | 1.ª       |
| 2005 | US Open                 | 100 m     | Mariposa             | 1.ª       |
| 2005 | US Open                 | 200 m     | Mariposa             | 1.ª       |
| 2005 | US Open                 | 200 m     | combinado individual | 1.ª       |
| 2006 | US Open                 | 800 m     | Estilo libre         | 1.ª       |
| 2006 | US Open                 | 200 m     | combinado individual | 1.ª       |
| 2006 | US Open                 | 400 m     | combinado individual | 1.ª       |
| 2006 | Nacionales de verano    | 200 m     | Estilo libre         | 2.ª       |
| 2006 | Nacionales de verano    | 400 m     | Estilo libre         | 2.ª       |
| 2006 | Nacionales de verano    | 200 m     | combinado individual | 1.ª       |
| 2006 | Nacionales de verano    | 400 m     | combinado individual | 1.ª       |
| 2006 | Campeonato de primavera | 50 m      | Estilo libre         | 3.ª       |
| 2006 | Campeonato de primavera | 100 m     | Estilo libre         | 1.ª       |
| 2006 | Campeonato de primavera | 400 m     | Estilo libre         | 1.ª       |
| 2006 | Campeonato de primavera | 200 m     | Mariposa             | 2.ª       |
| 2006 | Campeonato de primavera | 200 m     | combinado Individual | 1.ª       |
| 2006 | Campeonato de primavera | 400 m     | combinado Individual | 1.ª       |